# You (canción de George Harrison)
"You" es un sencillo de George Harrison, extraído de su álbum de 1975 Extra Texture (Read All About It). En las listas de éxitos, You alcanzó el #38 en el Reino Unido y el #20 en EE. UU.

## Antecedentes
"You" se grabó en principio para Ronnie Spector, quien finalmente no utilizó la canción. La pista de acompañamiento se grabó en 1970, durante las sesiones de All Things Must Pass, con ayuda del marido de Ronnie, Phil Spector. En 1975, Harrison grabó simplemente su propia voz sobre la pista e incluyó el tema en su álbum Extra Texture (Read All About It). Las expresiones "I... love...you" y "You... love... me" hacen de esta canción una de las composiciones más sencillas de Harrison.
Una versión instrumental del tema, "A bit more of you", de 45 segundos de duración, se incluyó en el mencionado álbum, seguida por "Can't Stop Thinking About You".

## Tributos
"You" fue versionada por la cantante y compositora Lisa Mychols en un álbum tributo a George Harrison, "He Was Fab". También ha sido versionada por Les Fradkin en 2005 en su igualmente álbum tributo "Something for George".
- Datos: Q2668506